# Corupția în Armata Română
Corupția în Armata Română se referă la fapte de corupție comise de membri ai Armatei Române, de la înființarea sa și până în prezent. Cu toate acestea, potrivit unui sondaj INSCOP, românii au cea mai mare încredere în Armată, alături de Primărie, Biserică și ONU.

## Istoric
La 12/24 noiembrie 1859, Prin Înaltul Ordin de Zi nr. 83, al domnitorului Alexandru Ioan Cuza, este înființat Statul Major General.
Armata Română s-a aflat, în anii domniei lui Alexandru Ioan Cuza, sub influența militară franceză. Paul Lamy- căpitan în cadrul Misiunii Militare Franceze- și sub-intendentul Gui Le Cler se plâng ministrului francez de Război, mareșalul Jacques Louis Randon printre altele de corupția și nepăsarea din rândurile armatei române.
De-a lungul timpului, achizițiile de tehnică militară au generat câteva controverse și scandaluri de presă.
Încă din secolul al XIX-lea, când aveau loc primele tentative de creare a unei forțe armate moderne în România, scandalurile, suspiciunile și acuzațiile legate de echipamentele achiziționate s-au ținut lanț.

## „Afacerea Skoda”
„Afacerea Skoda” a fost derulată în anii '20-'30 și s-a bazat  pe dorința de modernizare a armatei române, dorință care a fost speculată de o serie de oficiali locali și oameni de afaceri străini.
Procedurile utilizate erau: costuri umflate, șpăgi și comisioane, licitații falsificate, clauze total defavorabile statului român.

## „Afacerea Motorola”
„Afacerea Motorola” a avut loc în 1990, când, pentru o serie de echipamente de comunicații marca Motorola, Ministerul Apărării Naționale, condus pe atunci de Victor Atanasie Stănculescu, a plătit către patru firme intermediare peste șase milioane de dolari, față de prețul estimat de 600.000 de dolari în cazul cumpărării direct de la producător.
Cei zece inculpați (fostul ministru al Apărării Naționale și alți nouă oficiali sau oameni de afaceri implicați), acuzați de producerea unui prejudiciu de 6,1 milioane de dolari, au scapăt de pedeapsă pentru simplul motiv că, după ani întregi de tergiversări, fapta lor s-a prescris.

## „Afacerea Puma”
„Afacerea Puma” - în anul 1995, au fost achiziționate de la firma Armscor din Africa de Sud, 12 elicoptere Puma second hand, pentru care s-a plătit un comision de 3,6 milioane de dolari, adică mai mult de 40% din suma de 8,5 milioane achitată de statul român.
Atașatul economic al României la Pretoria, Benone Ghinea, ar fi primit, potrivit procurorilor, circa 800.000 de dolari.
Pe lista suspecților s-au mai aflat firmele Brașov Exports și Aircraft Consultants, doi cetățeni sud-africani, dar și un cont bancar din Luxemburg.
Ghinea, arestat în scurt timp, a fost condamnat la trei ani de închisoare, dar au existat informații conform cărora banii negri ar fi ajuns și mai sus în sistem.

## Dosarul „Corupție cu epoleți”
Dosarul „Corupție cu epoleți” este un scandal de corupție din 2003,. Mai mulți angajați cu grade militare mari au fost arestați preventiv de PNA: colonelul Pavel Stoian, lt.col Ion Vlăsceanu, maiorul Cristian Zavotnic și maiorul Iancu Florea, acuzați de luare mită. Ulterior, în 2004, a mai fost arestat preventiv și lt. col. Marian Irimia, acuzat că ar fi primit o șpagă de 5700 de euro.
Dosarul a pornit de la vizita lui Mihail Popescu, șeful SMG, într-o unitate militară din Vatra Dornei unde din cauza frigului din cazarmă s-a descoperit că combustibilul era diluat cu apă.

## Dosarul „Tofan”
Procurorii Direcției Naționale Anticorupție  au lansat o investigație împotriva șefului Statului Major General Eugen Bădălan și a altor 12 foști și actuali ofițeri. Potrivit procurorilor, cazul se referă la un contract încheiat între armată și Tofan Group semnat în anul 2000. După aceea, Badalan a fost numit comandant al Armatei Române. În anul 2000, s-a semnat un contract prin care Ministerul Apărării (Statul Major al Forțelor Terestre) a cedat firmei Tofan Grup tehnică militară casată primind în schimb anvelope, în valoare totală de 318.592 USD (aprox 6.550.242.901 ROL) la cursul de schimb de la data semnării contractului. Acest contract a fost derulat până în decembrie 2004.
Pe 7 decembrie 2011, Înalta Curte de Casație și Justiție a României s-a pronunțat în dosarul "Tofan" și a decis condamnarea celor șase inculpați la câte patru ani de închisoare, cu suspendare sub supraveghere (termen de încercare nouă ani) pentru abuz în serviciu și prejudicii aduse Ministerului Apărării Naționale (MApN).
Toți au fost obligați și la plata despăgubirii de peste 4,5 milioane lei Ministerului Apărării Naționale.

## Dosarul „Case pentru militari”
Generalii Floarea Șerban, Francisc Radici, Constantin Năstase, Sergiu Medar, Gheorghe Rotaru, Mircia Chelaru, comandorul Gheorghe Gonciaruc, coloneii Cornel Julea și Ionel Vizitiu și plutonierul Mihaela Matei sunt urmăriți penal pentru că au cumpărat locuințe de la Ministerul Apărării pe baza unor declarații false.  

## Șpagă pentru plecarea în Afganistan sau Irak
În Afganistan, un militar român câștigă 40 de euro pe zi într-o misiune care durează șase luni (în total cca. 7200 de euro). Sub protecția anonimatului au apărut mai multe declarații în presă conform cărora se plătește șpagă unor superiori de cca. 1000 - 2.000 de euro pentru plecare. Situația este similară și în cadrul plecării militarilor români spre Irak. 
Ministrul Apărării, Mircea Dușa, a declarat că a primit șapte sesizări până în prezent pe această temă, iar una este confirmată: s-a dat șpagă în cadrul Batalionului 26 Infanterie "Scorpionii Roșii".

## Dosarul „Mită la Generali”
Un total de 97 de militari au fost condamnați în noiembrie 2013, pentru fraudarea unor concursuri de angajare în armată.
În dosar au fost judecați doi generali, 24 de ofițeri, 15 subofițeri și 71 de caporali.
Potrivit procurorilor, folosindu-se de puterea funcțiilor și a gradelor militare pe care le dețineau, inculpații cu funcții de conducere au acționat în așa fel încât unii candidați care voiau să se angajeze în armată, să promoveze în mod ilegal, după ce primiseră subiectele la unele probe scrise, în schimbul unor sume de bani.
Astfel, promovarea candidaților dispuși să apeleze la metode frauduloase s-a făcut în detrimentul candidaților care ar fi trebuit, în mod legal, să fie declarați admiși la aceste concursuri și selecții.
Condamnările definitive din februarie 2015 au menținut în mare parte decizia dispusă din anul 2013:
- Mihai Chiriță, general - doi ani de  închisoare cu executare
- Ion Marian, general, fost adjunct al șefului Direcției de Management și Resurse Umane din Ministerul Apărării - patru ani de închisoare cu executare
- Vasile Belciug, colonel, fost comandant al U.M. 01261 Pitești - un an și zece luni de închisoare cu suspendare
- Valerică  Diaconu, colonel, fost comandant al UM 01225 Pitești - doi ani închisoare cu suspendare
- Daniel Sorin Pîrvu, maior în cadrul UM 01261 Pitești - zece luni de închisoare cu suspendare
- Nicoleta Băcanu, sublocotenent în cadrul UM 01643 Pitești - zece luni de închisoare cu suspendare
- Mircea Băcanu, maistr militar din cadrul UM 01643 Pitești - zece luni de închisoare cu suspendare
- Boșutar Ovidiu Georgel, maior, șef structură securitate la UM 01225 Pitești - doi ani de închisoare cu suspendare.
- Mihăiță Băleanu, Viorel Ciocan, Gabi Costel Drăgoescu, Nicolae Mitu, Vasile Cătălin Stanciu și Ionel Lepădat - câte trei ani de închisoare cu suspendare
- Alin Costel Borza, Grigoraș Vasile Claudiu și Iulia (Bogoș) Toader - câte un an de închisoare cu executare.
- Gabriel Aldea, Ciprian Ion Anton, Florin Ardeleanu, Laurențiu Barbu, Florin Bălan, Claudiu Berendi,Dănuț Birău, Daniel Ilie Bîscă, Ion Bocîi, Marius Bodan, Constantin Andrei Bunget, Nicolae Iulian Cibu, Ionuț Clopotaru, Ioan Codrin Codiță, Andrei Costache, Gellert Deak, Marius Doru Dinu, Florentin Dragomir, Nicolae Dranga, Ionuț Dudău, Ionuț Duță, Geanina Fănaru, Dragoș Daniel Frăcea, Ionuț Cătălin Gribincea, Mircea Ilie, Daniel Ion, Florin Ispas, Ionuț Adrian Lințoiu, Mihai Marin, Bogdan-Constantin Marinescu-Florescu, Predescu Marian Mincă, Nicolae Răzvan Moldoveanu, Răzvan Costin Munteanu, Marian Necula, Ciprian Neculae, Asanache Cristinel Nedelcu, Nicolae  Neagu, Ionuț Nica, Niculae Radu Ionuț, Oană Florentin, Ornea Liviu, Plai Mihai Daniel, Pletea Bălan Iulian Costel, Preda Aurel, Rizea Florin, Rizoi Elena, Rusu Marius, Stan Florin, Strunoiu Cosmin Mihăiță, Șerbănescu Petre, Știrbu Constantin Alexandru, Șugubete Constantin Cosmin, Tănase Eugen Genel, Tătaru Petre, Todiruț Grigore Cornel, Torjescu Neculai, Tudor Ciprian Ionuț, Tudor Gheorghe Claudiu, Vreme Vasile Aurel și Zeca Iulian - câte doi ani de închisoare cu executare.

## Sondaj Transparency International
Conform unui sondaj Transparency International "mai puțin de 20% din români cred că armata român este coruptă și extrem de coruptă, un scor care plasează România printre cei mai buni performeri din grupul țărilor din Balcanii de Vest și noile state membre ale UE.